# Анубиас карликовый
Анубиа́с ка́рликовый (лат. Anubias barteri var. nana) — подвид Анубиаса Бартера; ранее выделялся в отдельный вид (лат. Anubias nana). Впервые был описан Адольфом Энглером в 1899 году. Вид получил статус подвида в 1979 году.

## Описание
Карликовый анубиас представляет собой невысокое (до 10 см) растение с овальными тёмно-зелёными листьями. Корневище сильно ветвящееся, корневая система невелика и не проникает глубоко в грунт. В природе встречается в Западной Африке.

## Культивация
Как и остальные представители рода Анубиас, карликовый анубиас может культивироваться как в аквариуме, так и в палюдариуме или влажной оранжерее. При выращивании в аквариуме необходим богатый органическими веществами грунт. При выращивании в оранжерее и палюдариуме предпочтителен грунт, состоящий из перегноя, торфа, дерновой земли и песка и температура 26—30 °C. В аквариуме растение не чувствительно к значениям жёсткости и pH и одинаково хорошо растёт как в слабощелочной жёсткой воде, так и в мягкой слабокислой. При выращивании Anubias barteri nana в аквариуме оптимальна температура 24—28 °C. Как и все анубиасы, карликовый анубиас чувствителен к чистоте воды — оседание мути на листьях может нарушить питание растения, хотя к обрастанию листьев водорослями он менее чувствителен, чем другие представители рода. Карликовый анубиас предпочитает затенённые места, он является одним из самых теневыносливых растений. Световой день должен продолжаться не менее 12 часов. Корневая система лучше всего развивается в грунте, состоящем из крупного песка или мелкой гальки, разросшийся в аквариуме куст приподнимается над грунтом и образует густое сплетение корней.
В искусственных условиях карликовый анубиас размножают, отрезая отростки корневища с несколькими молодыми листьями и пересаживая их на новое место.